# Altomonte
Altomonte község (comune) Olaszország Calabria régiójában, Cosenza megyében..

## Fekvése
Altomonte 490 méteres tengerszint feletti magasságon, egy dombtetőn fekszik. Területe különösen termékeny. Egy része síkság, amelyet az Esaro, a Grondi és a Fiumicello folyók öntöznek, másik része dombvidék. Cosenzától 60 km-re található. Határai: Acquaformosa, Castrovillari, Firmo, Lungro, Roggiano Gravina, San Donato di Ninea, San Lorenzo del Vallo, San Sosti és Saracena.

## Története
A vidék már az ókorban lakott volt. Idősebb Plinius is említést tesz róla a Historia Naturalisban Balbia néven. A tulajdonképpeni település a 8-11. században épült ki, ekkor épültek meg védművei is. Az eredetileg Bragallának hívott település a 14. században kapta az Altomonte nevet.

## Népessége
A népesség számának alakulása:

## Főbb látnivalói
- Santa Maria della Consolazione-székesegyház